# NGC 5504
NGC 5504 (другие обозначения — NGC 5504A, UGC 9085, MCG 3-36-81, ZWG 103.114, KUG 1409+160, PGC 50718) — галактика в созвездии Волопас.
Этот объект занесён в новый общий каталог несколько раз, с обозначениями NGC 5504, NGC 5504A.
Этот объект входит в число перечисленных в оригинальной редакции «Нового общего каталога».
В галактике вспыхнула сверхновая SN 2013bb типа IIb, её пиковая видимая звездная величина составила 18,4.